# Іванків Тарас Степанович
Тарас Степанович Іванків (нар. 22 березня 1959, м. Копичинці Гусятинського району Тернопільської області, Україна) — український актор, фотохудожник. Заслужений артист України (2016).

## Життєпис
Закінчив Дніпропетровське театральне училище (1982, нині театрально-художній коледж). Відтоді — у Тернопільському театрі ляльок (нині академічний театр актора і ляльки).
Від 1990-х — театральний і церковний фотограф, ексклюзивний фотохудожник «Тернопільських театральних вечорів», фестивалю-конкурсу «Кришталевий жайвір» та інших.

## Ролі
Зіграв понад 60 ролей у Тернопільському академічному театрі актора і ляльки, зокрема:
- Шариков («Собаче серце» за М. Булгаковим),
- Тьхути-Нути («Маленька фея» В. Рабадана),
- Ворожбит («Чарівна лампа Аладдіна» Н. Гернет),
- Дід («Шукай вітру в полі» В. Лівшиця),
- Баран («Я - курчатко, ти - курчатко» Г. Усача),
- Ворон, Чорт, Дідусь, Другий рак («Мисливець і Русалка» А. Буртинського та Л. Мамаева),
- Дядько Їжак («Гусеня» Н. Гернет),
- Кролик Костянтин («Таємничий Гіпопотам» В. Лівшиця) та І. Качанової),
- Актор, Чоботар, Король Бубній Другий («Кіт у чоботях» Д. Самойлова),
- Вовк («Ще раз про Червону Шапочку» С. Єфремова та С. Когана),
- Цар («По щучому велінню» Є. Тараховської),
- Бармалей («Айболить проти Бармалея»  Р. Бикова та В. Коростильова),
- Подорожній («Сестриця Оленка та братик Івасик» К. Черняк),
- Старий, Звіздар, Половець («Дзвони-лебеді» І. Карнаухової та Л. Браусевича),
- Пірат Бем («Друзі маленької Кіті» С. Когана),
- Кощій («Царівна-жаба» Н. Гернет),
- Змій-Дракон («Козацькі вітрила» Б. Мельничука і В. Лісового),
- Писар Конфуз («Малята Кармалята» Г. Усача),
- Маленький охоронець («Бременські музиканти» В. Ліванова і Ю. Ентіна),
- Арлекін («Дивовижні перетворення» О. Бокова),
- Дід («Небилиці про Курочку Рябу»  А. Макєєва),
- Десятник, Третій Козак («Тарасова казка» Б. Мельничука і В. Лісового),
- Дід («Як звірі зиму зустріли» В. Лісового),
- Песик Хвінка, Соняшник («Ріпка, або казка на городі» В. Лісового),
- Саїд («Алі-Баба і розбійники» В. Смєхова),
- Начальник пошти («Легкий слон» за М. Сафроновим),
- Лютий («Двагадцять місяців» Б. Мельничука і В. Лісового),
- Сторож, Вовк («А хай то качка копне» М. Гушньовської) та інші.

## Нагороди
- Заслужений артист України (2016).[1]
- Диплом «За кращу чоловічу роль другого плану» на Всеукраїнському фестивалі театрів ляльок «Лялькова веселка-2012» (м. Запоріжжя).
- Диплом «За кращу чоловічу роль» на Міжнародному фестивалі «Золота іскра-2014» (Сербія).
- Лауреат обласної премії імені Леся Курбаса у номінації «Театральне мистецтво» (2015, м. Тернопіль).
- Нагорода «За кращу чоловічу роль другого плану» на II Міжнародному театральному проекті «Зоряний шлях» (2015, м. Полтава).
- Відзнака «За кращу акторську майстерність» у Міжнародному фестивалі театрів ляльок (2016, м. Подгориця, Чорногорія) — за роль писаря Конфуза у виставі «Малята-Кармалята».[2]
- Інші дипломи конкурсів та галузеві нагороди.